# 連尼·雲達加賀夫
列尼加·林伯杜斯·「連尼」·雲達加賀夫（法語：Reinier Lambertus (René) van de Kerkhof，荷蘭語發音：[ˈrɛiniːr rəˈneː lɑmˈbɛrtʏs fɑn də ˈkɛr(ə)kɦɔf]；1951年09月16日—），荷蘭足球運動員，司職右翼，曾效力荷蘭班霸球會PSV燕豪芬及川迪，以及香港球會精工。
連尼·加賀夫和他的孿生兄弟韋利·雲達加賀夫皆是荷蘭國家隊成員，出席1974年世界杯決賽，1978年的決賽成為球隊關鍵的球員。總體而言，連尼上陣了47次，攻入5球。
他最為人所知在1978年前的世界杯決賽的小插曲，當時對手阿根廷質疑他包紮在受傷前臂上的塑膠托可能會在碰撞中對他們造成傷害。儘管已經通過FIFA的許可，他也已經在前幾場比賽中使用且都沒有發生事故，但義大利籍裁判塞尔焦·戈内拉還是要求他拆掉，而其他荷蘭球員為了支持他而威脅要罷賽。最後的解決辦法是再用一層繃帶纏在塑膠托外後開始比賽。
2004年3月，他進入比利所選的125名最偉大的在世足球運動員名單之內。